# Гълъбец (тунел)
Вижте пояснителната страница за други значения на Гълъбец.
Тунелът „Гълъбец“ е железопътен тунел в Западна България с дължина 3034 m. Той е вторият по дължина железопътен тунел в страната след тунела „Козница“.
Разположен е между селата Долно Камарци и Буново, преминавайки под седловината Гълъбец, и е част от Подбалканската железопътна линия. Завършен е през 1951 година, като през него преминава един железопътен коловоз. Влак преминава през него за 6 минути.

## Изграждане на жп тунел Гълъбец
Поради сложната геоложка структура на скалната маса при прокопаването на жп тунела „Гълъбец“ на 847 m от портала – страна Буново, на 5 ноември 1949 г. в галерията пробива силна струя вода с дебит 2.5 литра/сек и с нея изтичат раздробени скални маси. Планинският натиск постоянно се усилва и заставя строителите да спрат работа, за да търсят решение. В помощ на строителните работи от Съветския съюз е изпратен по молба на българското строителство големият специалист по тунелно строителство инж. Ал. Глебов. Той разработва подробен проект за укрепването и по-нататъшната работа и под негово ръководство тунелът „Гълъбец“ е пробит на 2 ноември и окончателно завършен на 21 ноември 1951 г. С укрепителните съоръжения в двата края на тунела, общата дължина е 3200 m.